# Brnabić-kormány
2017. június 29-én megalakult Szerbia új koalíciós kormánya, amit a pártonkívüli Ana Brnabics vezetett. A kormánykoalíció fő pártjai a jobbközép Szerb Haladó Párt (SZHP), a baloldali Szerbiai Szocialista Párt (SZSZP), és a Vajdasági Magyar Szövetség (VMSZ).  Ez a jugoszláviai rendszerváltás utáni 15. szerb kormány, Brnabics pedig Szerbia első női miniszterelnöke.

## Kormányösszetétel
A kormánynak 18 minisztériuma és három tárca nélküli minisztere van.
| Név                                                                                        | Hivatal kezdete  | Hivatal vége   | Párt                                 | Megjegyzés                                                        |
| Miniszterelnök                                                                             | Miniszterelnök   | Miniszterelnök | Miniszterelnök                       | Miniszterelnök                                                    |
| ------------------------------------------------------------------------------------------ | ---------------- | -------------- | ------------------------------------ | ----------------------------------------------------------------- |
| Ana Brnabics                                                                               | 2017. június 29. |                | pártonkívüli                         |                                                                   |
| Miniszterelnök-helyettes és Külügyminiszter                                                |                  |                |                                      |                                                                   |
| Ivica Dacsics                                                                              | 2017. június 29. |                | Szerbiai Szocialista Párt            | pártelnök                                                         |
| Miniszterelnök-helyettes és Belügyminiszter                                                |                  |                |                                      |                                                                   |
| Nebojsa Sztefanovics                                                                       | 2017. június 29. |                | Szerb Haladó Párt                    | az SZHP alelnöke                                                  |
| Miniszterelnök-helyettes és Építésügyi, közlekedési és infrastruktúrafejlesztési miniszter |                  |                |                                      |                                                                   |
| Zorana Mihajlovics                                                                         | 2017. június 29. |                | Szerb Haladó Párt                    | az SZHP elnökségi tagja                                           |
| Miniszterelnök-helyettes és Kereskedelmi, idegenforgalmi és telekommunikációs miniszter    |                  |                |                                      |                                                                   |
| Raszim Ljajics                                                                             | 2017. június 29. |                | Szerbiai Szociáldemokrata Párt       | pártelnök, pártja az SZHP-vel koalícióban került be a parlamentbe |
| Védelmi miniszter                                                                          |                  |                |                                      |                                                                   |
| Alekszandar Vulin                                                                          | 2017. június 29. |                | Szocialisták Mozgalma                | pártelnök, pártja az SZHP-vel koalícióban került be a parlamentbe |
| Államigazgatási és helyi önkormányzati miniszter                                           |                  |                |                                      |                                                                   |
| Branko Ruzsics                                                                             | 2017. június 29. |                | Szerbiai Szocialista Párt            |                                                                   |
| Igazságügyi miniszter                                                                      |                  |                |                                      |                                                                   |
| Nela Kuburovics                                                                            | 2017. június 29. |                | pártonkívüli                         |                                                                   |
| Gazdasági miniszter                                                                        |                  |                |                                      |                                                                   |
| Goran Knezsevics                                                                           | 2017. június 29. |                | Szerb Haladó Párt                    |                                                                   |
| Pénzügyminiszter                                                                           |                  |                |                                      |                                                                   |
| Dusan Vujovics                                                                             | 2017. június 29. |                | pártonkívüli                         |                                                                   |
| Mezőgazdasági miniszter                                                                    |                  |                |                                      |                                                                   |
| Braniszlav Nedimovics                                                                      | 2017. június 29. |                | Szerb Haladó Párt                    |                                                                   |
| Tájékoztatási miniszter                                                                    |                  |                |                                      |                                                                   |
| Vladan Vukoszavljevics                                                                     | 2017. június 29. |                | pártonkívüli                         |                                                                   |
| Ifjúsági és sportminiszter                                                                 |                  |                |                                      |                                                                   |
| Vanja Udovicsics                                                                           | 2017. június 29. |                | Szerb Haladó Párt                    |                                                                   |
| Oktatási, tudományügyi és technológiai fejlesztési miniszter                               |                  |                |                                      |                                                                   |
| Mladen Sarcsevics                                                                          | 2017. június 29. |                | pártonkívüli                         |                                                                   |
| Egészségügyi miniszter                                                                     |                  |                |                                      |                                                                   |
| Zlatibor Loncsar                                                                           | 2017. június 29. |                | pártonkívüli                         |                                                                   |
| Energetikai és bányászati miniszter                                                        |                  |                |                                      |                                                                   |
| Alekszandar Antics                                                                         | 2017. június 29. |                | Szerbiai Szocialista Párt            |                                                                   |
| Munkaügyi és szociálpolitikai miniszter                                                    |                  |                |                                      |                                                                   |
| Zoran Gyorgyevics                                                                          | 2017. június 29. |                | Szerb Haladó Párt                    |                                                                   |
| Európai integrációs miniszter                                                              |                  |                |                                      |                                                                   |
| Jadranka Jokszimovics                                                                      | 2017. június 29. |                | Szerb Haladó Párt                    |                                                                   |
| Környezetvédelmi miniszter                                                                 |                  |                |                                      |                                                                   |
| Goran Trivan                                                                               | 2017. június 29. |                | Szerb Haladó Párt                    |                                                                   |
| Tárca nélküli miniszter                                                                    |                  |                |                                      |                                                                   |
| Szlavica Gyukics Dejanovics                                                                | 2017. június 29. |                | Szerbiai Szocialista Párt            |                                                                   |
| Tárca nélküli miniszter                                                                    |                  |                |                                      |                                                                   |
| Milan Krkobabics                                                                           | 2017. június 29. |                | Szerbiai Egyesült Nyugdíjasok Pártja | pártelnök, pártja az SZHP-vel koalícióban került be a parlamentbe |
| Tárca nélküli miniszter                                                                    |                  |                |                                      |                                                                   |
| Nenad Popovics                                                                             | 2017. június 29. |                | Szerb Néppárt                        | pártelnök, pártja az SZHP-vel koalícióban került be a parlamentbe |

## Megalakulása
Miután Alekszandar Vucsics miniszterelnök megnyerte a 2017-es államfőválasztást, megüresedett a kormányfői poszt. Vucsics megtartotta pártelnöki tisztsége, így mint államfő és mint az SZHP elnöke Ana Brnabicsot jelölte kormányfőnek, aki a második Vucsics-kormányban államigazgatási és önkormányzati miniszter volt. Vucsics kijelentette, hogy a kormány vezetését munkamegosztás fogja jellemezni: Brnabics felel majd a gazdasági kérdésekért, a koalíciós partner párt elnöke, a szocialista Ivicsa Dacsics első miniszterelnök-helyettes pedig a politikai ügyekért.
A 250 fős szerbiai parlamentben két napig tartó heves vita után 157 képviselő támogatta és 55 ellenezte a kormány létrejöttét.
A VMSZ négy államtitkárt adott a kormányban.
Egyes politikai kommentátorok véleménye szerint a politikailag teljesen súlytalan kormányfő helyett Alekszandar Vucsics államfő és SZHP-pártelnök, volt kormányfő fogja a legfontosabb döntéseket meghozni, ezzel de facto elnöki rendszer lép életbe az országban.